# I due timidi
I due timidi (deutsch etwa: ‚Die beiden Schüchternen‘) ist eine Radio-Oper (später auch „Commedia lirica“) in einem Akt von Nino Rota (Musik) mit einem Libretto von Suso Cecchi D’Amico. Die Uraufführung fand in Form einer Radioübertragung aus dem Auditorium der RAI (Radio Audizioni Italiane) in Rom statt.

## Handlung
Die Oper handelt von Raimondo und Mariuccia, zwei jungen Leuten, die ineinander verliebt sind, aber nicht den Mut aufbringen, miteinander zu sprechen. Während sie sich aus ihren Fenstern verliebte Blicke zuwerfen, fällt Raimondo der defekte Rollladen auf den Hals. Als er langsam wieder zur Besinnung kommt, gesteht er irrtümlich seiner Zimmerwirtin Guidotti seine Liebe. Mariuccia fällt vor Schreck in Ohnmacht und wird vom Arzt Sinisgalli behandelt, dem sie ebenfalls wie im Traum eine Liebeserklärung macht. Signora Guidotti und Dr. Sinisgalli erwidern jeweils die ihnen vermeintlich entgegengebrachten Gefühle, und den beiden Protagonisten bleibt nichts anderes übrig, als die falschen Partner zu heiraten.
Hof eines großen Gebäudes in den Außenbezirken einer Stadt
Szene 1. Bei Sonnenuntergang denkt der Erzähler, ein Schuster, über sein seltsames Leben nach. Seit vielen Jahren sitzt er an diesem Platz und beobachtet die vorbeigehenden Leute. Er hat das Gefühl, sie alle mitsamt ihrer Geheimnisse zu kennen.
Szene 2. Die Zimmermädchen Lucia, Maria und Lisa schwatzen miteinander. Als der Pförtner Vittorio vorbeikommt, bittet Lucia ihn, ihr etwas Milch zu kaufen. Maria und Lisa machen sich über sie lustig. In einem anderen Fenster erscheint Mariuccia, eine angehende Pianistin, die von ihrer Mutter den ganzen Tag zum Üben angehalten wird. In diesem Moment trifft Raimondo ein, der sich ein Zimmer in der Pension von Signora Guidotti genommen hat.
Szene 3. Der Erzähler informiert das Publikum darüber, dass Raimondo sich nur deshalb in diesem Haus einquartiert hat, weil er Mariuccia nahe sein will. Bislang hat er allerdings noch nicht den Mut aufgebracht, ihr seine Liebe zu offenbaren. Im Hintergrund schimpft die Gastgeberin, Signora Guidotti, über ihr faules Personal.
Szene 4. Die von den Ansprüchen ihrer Gäste (ein Pensionsgast beschwert sich über das fehlende Leitungswasser) sichtlich genervte Signora Guidotti lässt Raimondo ein. Sie will ihm ein entferntes Eckzimmer geben, damit er nicht von dem Klavierspiel Mariuccias gestört wird. Er bittet jedoch stattdessen um ein Zimmer zum Hof, da er das Klavier hören möchte. Weil er sich durch die Hitze geschwächt fühlt, öffnet sie ein Fenster und zieht das Rollo hoch.
Szene 5. Am nächsten Morgen strömen Menschen durch den Hof. Raimondo und Mariuccia treten an ihre Fenster. Beide überlegen, wie sie sich einander nähern können. Sie lächeln sich an und grüßen einander.
Szene 6. Plötzlich fällt das Rollo von Raimondos Fenster herunter und auf seinen Hals. Er verliert das Bewusstsein. Die Zimmermädchen rufen um Hilfe, und Dr. Sinisgalli eilt herbei.
Szene 7. Mariuccia bricht schockiert in Tränen aus. Ihre Mutter drängt sie dazu, die Klavierübungen wieder aufzunehmen, doch Mariuccia ist dazu nicht mehr fähig. Sie fällt in Ohnmacht.
Szene 8. In Gegenwart Signora Guidottis kümmert sich Dr. Sinisgalli um Raimondo, der allmählich erwacht. Noch benommen glaubt Raimondo, Mariuccia befinde sich bei ihm, und erklärt ihr seine Liebe. Die einsame Signora Guidotti bezieht diese Worte auf sich selbst. Sie verspricht, ihn niemals zu verlassen. In diesem Moment ruft Mariuccias Mutter nach dem Arzt, damit er nach ihrer Tochter sehe.
Szene 9. Dr. Sinisgalli bittet die Mutter, das Stethoskop aus seiner Praxis zu holen. In der Zwischenzeit bemüht er sich zärtlich um Mariuccia. Wie zuvor Raimondo erwacht auch sie nur langsam und spricht wie im Traum von ihrer Liebe. Dr. Sinisgalli ist sich sicher, dass sie ihn meint – er war selbst schon seit längerer Zeit in sie verliebt. Als die Mutter zurückkehrt, erklärt er ihr, dass Mariuccia nicht krank sei, sondern lediglich seine Liebe benötige. Er erzählt Mariuccia, dass auch der junge Mann wieder genesen und der Liebhaber der Signora Guidotti sei. Mariuccia lässt sich entsetzt in den Sessel fallen.
Szene 10. Am nächsten Abend berichtet der Erzähler, dass Mariuccia den ganzen Tag geweint habe. Raimondo hingegen sei in tiefen Schlaf gefallen.
Szene 11. Signora Guidotti kümmert sich hingebungsvoll um Raimondo und erzählt ihm, dass sich Mariuccia mit dem Doktor verlobt habe.
Szene 12. Der Erzähler beschreibt die am Abend allmählich im Hof einkehrende Ruhe. Nur in den Fenstern von Mariuccias und Raimondos Zimmern sind noch zwei ruhelos umherwandernde Schatten zu sehen.
Szene 13. Mariuccia und Raimondo beklagen jeweils ihre unerfüllte Liebe. Beide drängt es dazu, sich einander zu offenbaren. Sie eilen zu ihren Türen, halten dann aber schüchtern ein.
Szene 14. Im Treppenhaus treffen Raimondo und Mariuccia aufeinander, während Dr. Sinisgalli gerade die Treppen hinaufsteigt. Signora Guidotti ruft nach Raimondo, und Mariuccias Mutter nach ihrer Tochter. Die beiden bekommen keine Gelegenheit für ein Gespräch.
Szene 15. In der nächsten Nacht unterhalten sich die Dienstmädchen über die unerwarteten neuen Entwicklungen.
Szene 16. Zwei Jahre später berichtet der Erzähler, dass Raimondo jetzt das Gästehaus seiner Frau führe. Mariuccia habe den Doktor geheiratet, zwei Kinder bekommen und keine Zeit oder Geld mehr, sich schön zu machen. Wenn sie einmal Klavier spiele, rufe sofort jemand (Raimondo), dass sie das Fenster schließen solle.

## Gestaltung

### Orchester
Die Orchesterbesetzung der Oper enthält die folgenden Instrumente:
- Holzbläser: zwei Flöten (auch Piccolo), zwei Oboen (auch Englischhorn), zwei Klarinetten, zwei Fagotte
- Blechbläser: zwei Hörner, zwei Trompeten, zwei Posaunen, Tuba
- Pauken, Schlagzeug
- Xylophon
- Celesta
- Campanelli
- Glockenspiel
- Harfe
- Klavier
- Streicher: Violinen 1, Violinen 2, Bratschen, Violoncelli, Kontrabässe

### Musik
Trotz der an eine Farsa erinnernden Verwechslungshandlung komponierte Rota ernsthafte romantisierende Musik. In einer Gramophone-Rezension verglich Andrew Mellor den melodischen Einfallsreichtum, die vokale Charakterisierung und die sprachliche Klarheit mit den Werken Giacomo Puccinis. Lediglich die harmonischen Finessen und Orchestrierungsdetails reichten nicht an diesen heran. Bewunderungswürdig seien hingegen die lyrischen Ensemblestücke. An passenden Stellen integrierte Rota auch genrefremde Stilmittel wie den Jazz. Die Harmonik ist weitgehend tonal und unbeeinflusst von den verschiedenen Strömungen der Neuen Musik. Rota setzt jedoch auch schroffe melodische und harmonische Wendungen, absichtliche Dissonanzen oder irreführende Rhythmen ein.

## Werkgeschichte
Der Komponist Nino Rota und die Librettistin Suso Cecchi D’Amico erhielten den Auftrag zu dieser kurzen Oper 1949 vom italienischen Rundfunksender RAI (Radio Audizioni Italiane). Obwohl der Titel I due timidi vermuten lässt, dass der Inhalt auf der Vaudeville-Komödie Les deux timides (1860) von Eugène Labiche basiert und dies auch gelegentlich behauptet wird, handelt es sich doch um ein eigenständiges Werk. Der Komponist widmete die Oper seiner Mutter Ernesta Rota Rinaldi.
Die Uraufführung fand in Form einer Radioübertragung aus dem Auditorium der RAI (Radio Audizioni Italiane) in Rom statt. Die musikalische Leitung hatte Franco Ferrara. Den Angaben der Radio Times vom 10. August 1951 zufolge sangen Franco Calogero Calabrese (Erzähler), Emma Tegani (Mariuccia), Amedeo Berdini (Raimondo), Agnese Dubbini (Signora Guidotti), Mario Carlin (Sinisgalli), Lorenzo Catacchio (Vittorio), Graziella Sciutti (Lucia), Licia Rossini (Maria) und Fernanda Cadoni (Lisa und Mariuccias Mutter). Gustavo Conforti sprach die kleine Rolle des Pensionsgastes. Der Almanacco von Gherardo Casaglia gibt eine geringfügig abweichende Besetzung an. Demnach sang Graziella Sciutti die Signora Guidotti, Ida Farina die Lucia, Mirella Ronconi die Maria und Scilly Fortunato die Lisa. Für die Rolle der Mutter Mariuccias und des Pensionsgastes fehlen Angaben. Die auf Discogs publizierte Sängerliste des später auf CD veröffentlichten Uraufführungs-Mitschnitts entspricht den Angaben der Radio Times.
Das Werk wurde für den Prix Italia 1950 nominiert und gelangte bis in die Schlussauswahl, siegte jedoch nicht.
Die erste szenische Aufführung fand am 17. März 1952 durch den London Opera Club im Scala Theatre in London statt. Hierfür wurde das Werk in eine „commedia lirica“ umgearbeitet. Die beiden Fassungen unterscheiden sich auch im Libretto. In der Radio-Fassung wird beispielsweise erzählt, dass Raimondo ursprünglich nur für drei Tage in der Pension bleiben und anschließend die Stadt verlassen wollte. Somit war dies für ihn die letzte Gelegenheit, mit Mariuccia zu sprechen. Nur hier spricht er offen von seiner großen Schüchternheit, während er sich in der szenischen Fassung auf ein „es so heiß heute“ beschränkt.
Weitere nachweisbare Aufführungen waren:
- unbekanntes Datum: Rom, Conservatorio Santa Cecilia.[11]
- 1971: Bari, Teatro Petruzzelli – Dirigent: Michele Marvulli.[6][12]
- 1971: Venedig, Theater des Palazzo Grassi.[13][14]
- 1972: Bergamo, Teatro Donizetti – Dirigent: Giulio Bertola, Regie: Vittorio Patanè, Bühne: Antonio Mastromattei.[6]
- 1973: Spoleto, XX. Festival dei Due Mondi.[15]
- 2000: Palermo, Teatro Massimo.[16]
- 2007: Wiener Kammeroper – Dirigent: Daniel Hoyem-Cavazza, Inszenierung: Paul Flieder.[17]
- 2008: Santa Fe Opera, Scottish Rite Masonic Center – Dirigent: Kirt Pavitt, Inszenierung: Acushla Bastible, Bühne: John Malolepsy, Kostüme: Cheryl Odom, Licht: Alexandra Pontone.[18]
- 2018: Alessandria, Hof des Palazzo Cuttica – Produktion des Conservatorio Vivaldi Alessandria, Dirigent: Marcello Rota, Regie: Luca Valentino.[7]
- 2019: Mailand, Via Cesana – Produktion des Conservatorio Vivaldi Alessandria, Dirigent: Marcello Rota, Regie: Luca Valentino.[19]

## Aufnahmen
- 15. November 1950 – Franco Ferrara (Dirigent), Orchestra Sinfonica della RAI di Roma.
 Franco Calogero Calabrese (Erzähler), Emma Tegani (Mariuccia), Amedeo Berdini (Raimondo), Agnese Dubbini (Signora Guidotti), Mario Carlin (Sinisgalli), Lorenzo Catacchio (Vittorio), Graziella Sciutti (Lucia), Licia Rossini (Maria), Fernanda Cadoni (Lisa und Mariuccias Mutter), Gustavo Conforti (Pensionsgast).
 Mitschnitt der Uraufführung.
 Twilight Music TWI CD AS 06 27 (1 CD).[20][8][9]
- 1957 – Ettore Gracis (Dirigent), Orchestra Sinfonica della RAI di Milano.
 Leonardo Monreale (Erzähler), Bruna Rizzoli (Mariuccia), Alvinio Misciano (Raimondo), Giuseppina Salvi (Signora Guidotti), Mario Carlin (Sinisgalli), Giannella Borelli (Mariuccias Mutter), Walter Monachesi (Vittorio), Maria Luisa Zeri (Lucia), Laura Londi (Maria), Aida Hovnanian (Lisa).
 Opernfilm der RAI.
 Videostream auf RaiPlay.[21]
- 28./30. November 2003 – Flavio Emilio Scogna (Dirigent), Gabbris Ferrari (Inszenierung), Orchestra Filarmonica Veneta G. F. Malipiero.
 Paolo Drigo (Erzähler), Sabrina Testa (Mariuccia), Shin Young-Hon (Raimondo), Sonia Lee (Signora Guidotti), Nunzio Galli (Sinisgalli), Roberta Caly (Mariuccias Mutter), Lorenzo Battagion (Vittorio), Ludmila Zhiltova,  (Zimmermädchen), Cho Hyun-Joo (Zimmermädchen), Rachel O’Brien (Zimmermädchen), Giuliano Scia (Pensionsgast).
 Live aus Rovigo; zusammen mit La notte di un nevrastenico.
 Bongiovanni GB 2367/68-2 (2 CDs).[22]
- 30. September/1. Oktober 2017 – Gabriele Bonolis (Dirigent), Cesare Scarton (Regie), Michele Della Cioppa (Bühne), Anna Biagiotti (Kostüme), Andrea Tocchio (Licht), Reate Festival Orchestra.
 Giorgio Celenza (Erzähler), Sabrina Cortese (Mariuccia), Daniele Adriani (Raimondo), Chiara Osella (Signora Guidotti), Antonio Sapio (Sinisgalli), Mariangela De Vita (Mariuccias Mutter), Giacomo Nanni (Vittorio), Lucia Filaci (Lucia), Maria Rita Combattelli (Maria), Siri Kval Ødegård (Lisa), Giacomo Nanni (Pensionsgast).
 Auch als Video; live aus dem Teatro Flavio Vespasiano in Rieti; zusammen mit La notte di un nevrastenico.
 Dynamic CDS7830.02 (2 CDs), DYN-37830 (DVD), DYN-57830 (Blu-ray).[23][24]